# María La Marrurra
Moreen Sondra Silver (Jacksonville, Florida, Estados Unidos, 1942–Madrid, 10 de marzo de 2021), conocida artísticamente como María «La Marrurra», fue una cantaora de flamenco y periodista estadounidense que desarrolló su trayectoria en España.

## Trayectoria

### Inicios
Nacida en una familia de clase alta en Florida, Estados Unidos, de la que era hija única, estudió en la Universidad de Las Américas de México. Ahí conoció a su pareja, el guitarrista de flamenco Chris Carnes, y estuvieron en contacto con la bailaora Carmen Amaya.En 1968 se mudaron a Morón de la Frontera (Sevilla), y actuaron en Alcalá de Guadaira y Madrid. En este periodo, Moreen comienza a utilizar el nombre de María, y adopta el sobrenombre de «La Marrurra». Este le fue asignado por los organizadores de un festival en Utrera, en el que iba a cantar unas seguiriyas de Diego El Marrurro. Tras la separación de su pareja al cabo de un año, él se volvió a Estados Unidos, pero La Marrurra se quedó en España. Comenzó a trabajar como reportera en Madrid y continuó cantando en español y árabe e investigando gracias al apoyo económico de sus padres. 

### Carrera musical
En 1970 participó en la primera Porra Flamenca de Archidona (Málaga), y el año siguiente publicó un álbum homónimo junto al guitarrista Melchor de Marchena, el cuarto volumen de una colección de flamenco editada por la discográfica Movieplay. El disco contenía seguiriyas, fandangos o bulerías, y contó con la participación de Antonio Mairena.El año siguiente fue entrevistada sobre su trayectoria y estilo en la revista Triunfo,y en 1973 protagonizó uno de los programas de Rito y Geografía del Cante, presentado por José María Velázquez.
En los años siguientes continuó actuando en tablaos de Sevilla y Cádiz, y a mediados de los noventa se asentó en Madrid, ya alejada de la actuación. En 2000 apareció como invitada en el programa El sol, la sal, el son, de Jesús Quintero.

### Años finales
En 2014 la cantaora recibió quejas por parte de los vecinos de la urbanización de lujo del barrio de Salamanca en la que residía, que calificaban su estilo de vida de «bohemio» y desordenado. Tras una denuncia, el Samur Social del Ayuntamiento de Madrid acudió a su casa y la ingresó por la fuerza en la residencia Margarita Retuerto, para personas con alzhéimer, a pesar de que ella se resistió y no tenía esta enfermedad. Tras conocer su situación, amigos de La Marrurra la visitaron y contactaron a un abogado, que recurrió el ingreso sin éxito ante el juzgado y la Audiencia de Madrid. Tras casi un año internada, el caso llegó al Tribunal Constitucional, que dictaminó la ilegalidad del internamiento y reprendió la forma de actuar de todos los servicios implicados por haberse saltado la legalidad.María La Marrurra falleció en 2021 a los 79 años.
En 2023 se anunció que el cineasta Toni Cervantes estaba rodando una película documental sobre La Marrurra en Granada.

## Discografía

### Álbum de estudio
- Colección Flamenco, Vol. 4. María "La Marrurra" presentada por Melchor de Marchena (Movieplay, 1971) (con Melchor de Marchena).